# Ley de la atracción
La ley de la atracción  es la creencia pseudocientífica de que la mente a través de los pensamientos (conscientes e inconscientes) influyen sobre las vidas de las personas, argumentando que son unidades energéticas que devolverán a la persona una cantidad de energía similar a la emitida. 
La Ley de Atracción no tiene base científica y está considerada como pseudociencia. Numerosos investigadores han criticado el mal uso de términos científicos por parte de los defensores de esta ley. Desde el punto de vista psicológico, la Ley de Atracción también ha sido duramente criticada. La autora Barbara Ehrenreich la criticó duramente en su libro "Sonríe o Muere".
La frase "ley de la atracción" ha sido utilizada por escritores, teósofos, y autores. Se suele creer que este tipo de prácticas tiene que ver con la Filosofía, sin embargo esta última ha estado históricamente ligada a la conformación de las ciencias naturales a través de subdisciplinas como la Lógica, que intentan explicar el pensamiento mágico. Podemos ver que la Teosofía es simplemente un nombre, y no tiene que ver con la Filosofía como disciplina.[cita requerida] 
Por el contrario, según los partidarios de la ley de atracción,  los pensamientos (emociones, creencias, anhelos, etc.) que una persona posee (sean estos conscientes o inconscientes), provocan consecuencias afines a lo que se desea. A este proceso se lo describe como «vibraciones armoniosas de la ley de la atracción».

## Historia
Algunos autores identifican antecedentes históricos de la "ley de atracción" en el hinduismo y a través del hinduismo en la teosofía, pero también se han encontrado referencias en el judaísmo, cristianismo (Mateo 21:22 "Y todo lo que pidáis en oración, creyendo, lo recibiréis"; Marcos 11:24 "Por tanto, os digo que todo lo que pidáis en oración, creed que lo recibiréis, y os vendrá") y en el zohar (la cábala). La existencia de estos antecedentes no implica que todos ellos estén históricamente conectados, ya que la ley de atracción podría surgir como resultado de prejuicios cognitivos comunes a todos los seres humanos.
Las elaboraciones modernas de dicha idea deben su existencia, en parte, a James Allen (1864-1912), que en 1902 publicó As a man thinketh (‘piensa como hombre’). Posteriormente Wallace Delois Wattles (1860-1911) publicó La ciencia de hacerse rico (1910) y por Charles F. Haanel publicó The Master Key System (‘el sistema de la llave maestra') (1912). Durante el siglo XX varios autores hicieron referencia a estas obras y las ideas contenidas en ellas.
Esta ley enuncia que, por intermedio del pensamiento, es posible atraer lo deseado. Por este motivo se asocia a la ley de la atracción con la ley de mentalismo, uno de los siete principios o leyes espirituales de Hermes Trismegisto, enunciadas en el Kybalión, libro escrito por Los Tres Iniciados. La ley de mentalismo dice que todo en el universo es una creación mental y que el hombre, por intermedio de su pensamiento, crea su propia realidad.

## Principios
Los seguidores que aceptan la ley de atracción como una guía, lo hacen desde la fe en que las leyes del Universo son benignas. Algunos seguidores de esta creencia afirman que la ley de atracción es una "ley del Universo", dado que aplica a todos los seres sin excepción, desde el 100% del tiempo y no es algo que una persona pueda elegir si aplica o no. Comúnmente se utiliza el ejemplo de su similitud con la gravedad en este aspecto, dado que uno no puede decidir "no aplicar" o "no creer" en la gravedad en su vida. Cabe notar que el término "ley" no es el mismo utilizado por la comunidad científica (véase Ley científica).
Algunos de los proponentes de una versión moderna de la "ley de la atracción" adjudican sus raíces a la física cuántica. Según ellos, los pensamientos tienen una energía la cual genera energía similar. Para poder controlar dicha energía, sus proponentes afirman que deben seguirse cuatro pasos:
1. Saber qué es lo que uno quiere y pedirlo al universo (siendo "el universo" cualquier cosa que el individuo acepte, como Dios).
2. Enfocar los pensamientos de uno mismo sobre el objeto deseado con sentimientos como entusiasmo o gratitud.
3. Sentir o comportarse como si el objeto deseado ya hubiera sido obtenido.
4. Estar abierto a recibirlo.

El pensar en lo que uno no tiene, según dicen, se manifiesta en perpetuidad de no tener, mientras que si uno adhiere a estos principios, y evita pensamientos "negativos" el Universo hará manifiestos los deseos de la persona. 
Por ello, la clave principal de la ley de atracción radica en mantener una mentalidad positiva. Es esencial enfocarse en lo que deseamos en lugar de enfocarnos en lo que no queremos. De acuerdo con la teoría presentada en "El Secreto", se sostiene que el Universo, que actúa como receptor de nuestros pensamientos, no toma en cuenta la negación.
El teósofo tibetano Djwhal Khul la define como la ley básica de la manifestación y la ley suprema de este sistema solar. Considera que es la ley que equilibra los dos polos, siendo la Ley de la economía la que rige el polo negativo y la ley de síntesis la del polo positivo. Desde el punto de vista del ser humano, trae la comprensión que da la autoconciencia.

## Críticas a la ley de la atracción
La revista Skeptical Inquirer criticó la  falsibilidad y la capacidad de prueba de estas afirmaciones. Los críticos han afirmado que las pruebas aportadas suelen ser anecdóticas y que, debido a la naturaleza de auto-selección de los informes positivos, así como la subjetiva naturaleza de cualquier resultado, estos informes son susceptibles de sesgo de confirmación y sesgo de selección. El físico Ali Alousi, por ejemplo, criticó que no se puede medir y cuestionó la posibilidad de que los pensamientos puedan afectar a alguna cosa fuera de la cabeza[cita requerida].